# Мачерата-Кампанія
Мачерата-Кампанія (італ. Macerata Campania) — муніципалітет в Італії, у регіоні Кампанія, провінція Казерта.
Мачерата-Кампанія розташована на відстані близько 175 км на південний схід від Рима, 26 км на північ від Неаполя, 6 км на захід від Казерти.
Населення — 10 617 осіб (2014).
Щорічний фестиваль відбувається 11 листопада. Покровитель — святий Мартин Vescovo di Tours.

## Демографія
Населення за роками:

Станом на 1 січня 2023 року в муніципалітеті офіційно проживало 312 іноземців з 25 країн, серед них 37 громадян країн Євросоюзу та 32 громадяни України.

## Сусідні муніципалітети
- Казаджове
- Казапулла
- Курті
- Марчанізе
- Портіко-ді-Казерта
- Рекале
- Санта-Марія-Капуа-Ветере